# کریستینا رودریگس
کریستینا رودریگِس (اسپانیایی: Cristina Rodríguez‎؛ زادهٔ ۵ مهٔ ۱۹۶۹) بازیگر، مجری، مشاور مد و طراح لباس اهل اسپانیا است. وی شش مرتبه نامزد دریافت جایزه گویای طراحی لباس (از جمله برای فیلم‌های خشم مردی صبور، به خاطر چند بوسه و سه عروسی دیگر) شده‌است.

## گزیدهٔ فیلم‌شناسی

### طراح لباس
- الیت
- اخطار
- این به نفع خود شماست
- خشم مردی صبور
- زمان جاسوسی
- به خاطر چند بوسه
- سه عروسی دیگر
- فارغ‌التحصیلی روح
- به‌طور کاملاً اتفاقی
- هر آنچه بخواهی
- سکس، مهمانی و دروغ